# Maquoketa
Maquoketa è una città degli Stati Uniti d'America, situata nello Stato dell'Iowa, nella Contea di Jackson, della quale è il capoluogo.